# Bioče
Bioče je naselje v Črni gori, ki upravno spada pod občino Podgorica.

## Zgodovina
Leta 2006 se je v bližini kraja zgodila huda železniška nesreča v kateri je umrlo najmanj 43 ljudi.

## Demografija
| Pregled števila prebivalstva po letih | Pregled števila prebivalstva po letih | Pregled števila prebivalstva po letih | Pregled števila prebivalstva po letih | Pregled števila prebivalstva po letih | Pregled števila prebivalstva po letih | Pregled števila prebivalstva po letih | Pregled števila prebivalstva po letih | Pregled števila prebivalstva po letih |
| ------------------------------------- | ------------------------------------- | ------------------------------------- | ------------------------------------- | ------------------------------------- | ------------------------------------- | ------------------------------------- | ------------------------------------- | ------------------------------------- |
| 1948                                  | 1953                                  | 1961                                  | 1971                                  | 1981                                  | 1991                                  | 2003                                  | 2011                                  | 2023                                  |
| 217                                   | 213                                   | 204                                   | 245                                   | 255                                   | 162                                   | 179                                   | 177                                   | 161                                   |